# Renzo Alverà

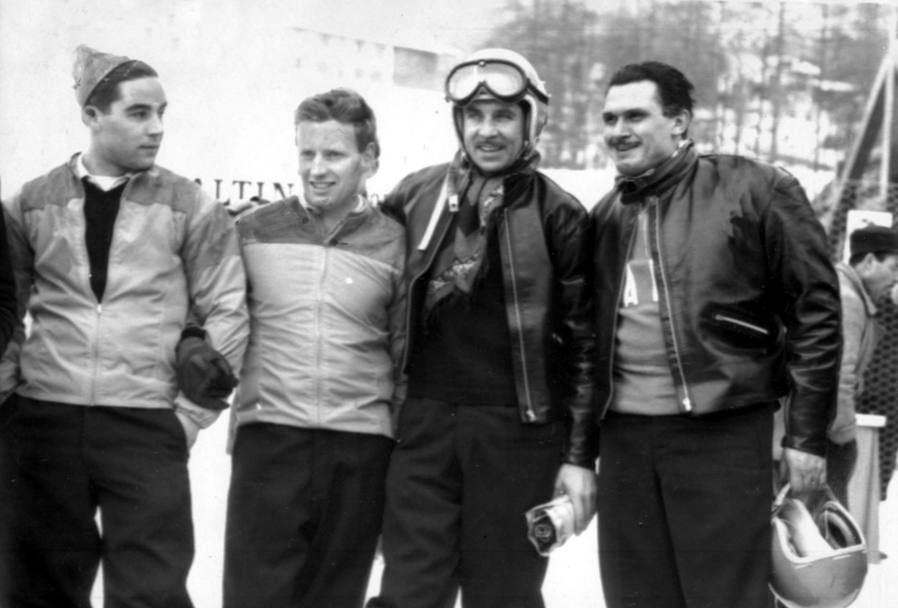
Alverà, Eugenio Monti, Giacomo Conti und Lamberto Dalla Costa (v. l. n. r.) bei den Olympischen Winterspielen 1956

Renzo Alverà (* 17. Januar 1933 in Cortina d’Ampezzo; † 15. März 2005 ebenda) war ein italienischer Bobsportler, der fünf Weltmeistertitel und zwei olympische Silbermedaillen gewann.
Renzo Alverà vom Bob Club Cortina begann 1953 mit dem Bobsport, im Jahr zuvor hatte sein Bruder Michele an den Olympischen Spielen teilgenommen. Bereits 1954 gewann Renzo Alverà im Viererbob den ersten seiner sechs italienischen Meistertitel. Bei den Olympischen Spielen 1956 in seiner Heimatstadt war er Anschieber für Eugenio Monti. Den Wettbewerb im Zweierbob gewann der Bob von Lamberto Dalla Costa und Giacomo Conti, mit einer Sekunde Rückstand auf die Sieger und sechs Sekunden Vorsprung auf die Drittplatzierten erkämpften Monti und Alverà die Silbermedaille. Im Viererbob gewann der Schweizer Bob des Piloten Franz Kapus, dahinter erhielten Monti, Ulrico Girardi, Alverà und Renato Mocellini Silber vor dem US-Bob.
Bei den Weltmeisterschaften 1957 in St. Moritz, 1958 in Garmisch-Partenkirchen, 1959 in St. Moritz und 1960 in Cortina siegten Monti und Alverà. Die beiden sind damit das einzige Team, das viermal in Folge den Titel im Zweierbob gewann. Im Viererbob belegten die beiden mit Ferdinando Piani und Lino Pierdica 1957 den zweiten Platz. 1960 gewannen sie den Titel mit Furio Nordio und Sergio Siorpaes. Mit zwei Weltmeistertiteln 1960 zeigten Monti und Alverà, dass sie auch bei Olympischen Spielen 1960 favorisiert gewesen wären, wenn denn bei den Olympischen Spielen in Squaw Valley Bobwettbewerbe ausgetragen worden wären.
Im Leben nach dem Sport war Renzo Alverà Gärtner, er starb an den Folgen eines Schlaganfalls. 2011 wurde ein Teil der Bobbahn Cortina d’Ampezzo nach Renzo Alverà benannt.